# Urania fulgens
Urania fulgens (denominada popularmente, em espanhol, Colipato verde) é uma mariposa, ou traça, neotropical diurna da família Uraniidae, encontrada dos Estados Unidos (no Texas e Flórida) e México, passando pela América Central e oeste dos Andes, até o norte do Equador. Foi classificada por Francis Walker em 1854. Suas lagartas se alimentam de plantas do gênero Omphalea (família Euphorbiaceae). Esta espécie é aparentada com Chrysiridia rhipheus, conhecida por Rainha-de-Madagáscar e considerada a mariposa mais bonita do mundo. Sua denominação, fulgens, tem o significado de "flash", "brilho".

## Descrição e hábitos
Urania fulgens possui asas com envergadura acima de 8 centímetros, sem grande dimorfismo sexual entre macho e fêmea. Possui, vista por cima, tom geral enegrecido, com manchas esverdeadas e brilhantes atravessando, em riscas, suas asas anteriores, em área próxima ao corpo do inseto. Nas asas posteriores a tonalidade verde acompanha suas margens, diferindo de Urania leilus, espécie aparentada, por apresentar menos áreas em branco nesta região; onde se destacam prolongamentos, como longas caudas, em cada asa posterior.

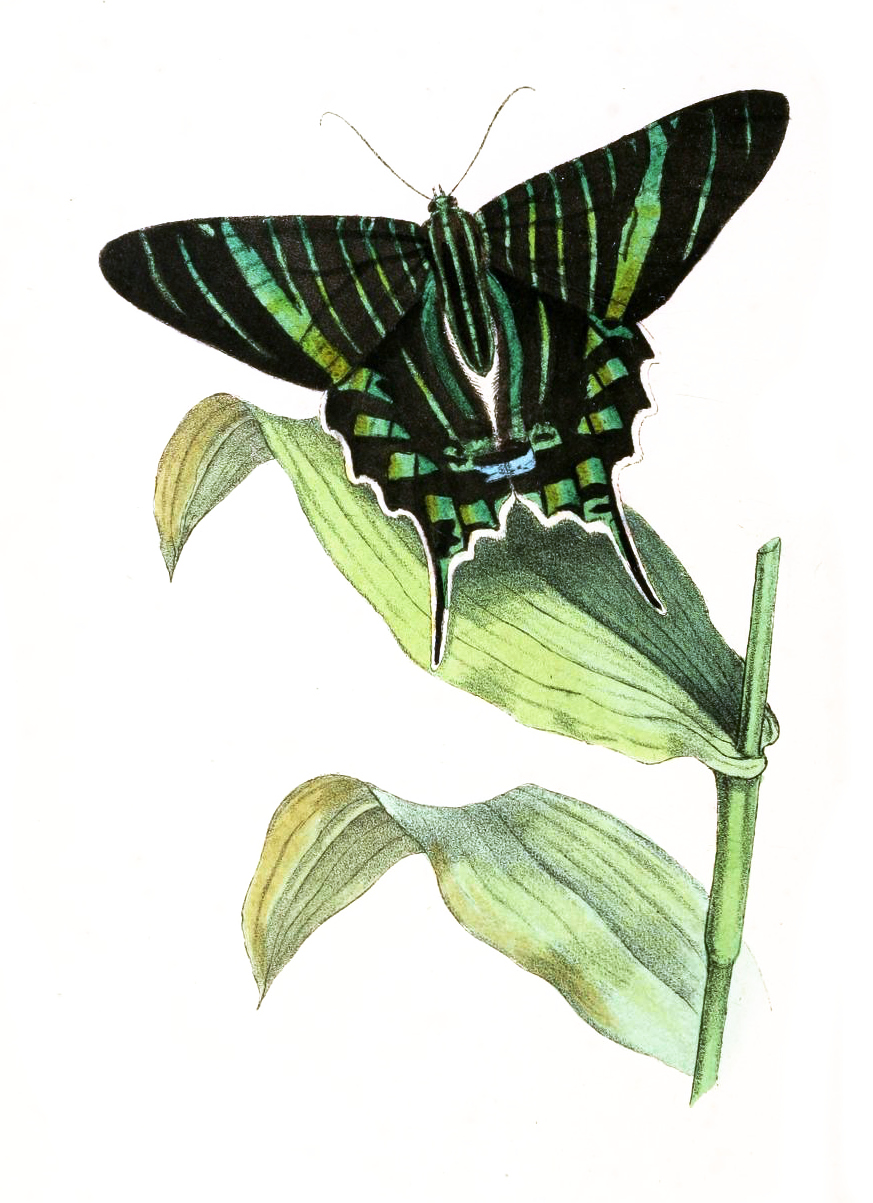
Ilustração de U. fulgens, por William John Swainson, retirada do livro Zoological illustrations or original figures and descriptions of new, rare, or interesting animals. Volume 3 (1833).
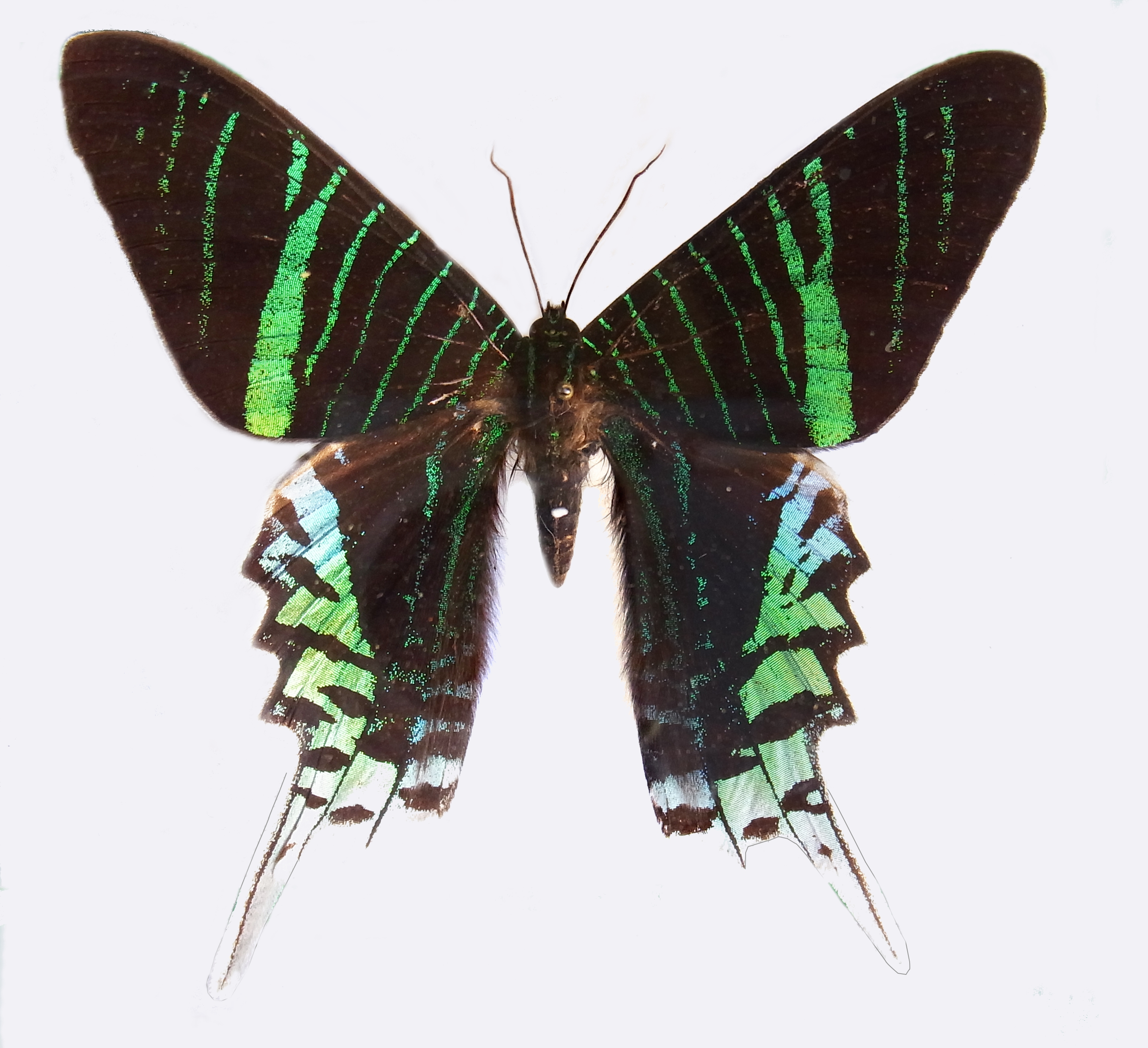
Ao contrário de U. fulgens, a espécie da América do Sul, U. leilus (foto), apresenta caudas brancas em sua quase totalidade.

Ela é fortemente migratória em seu comportamento de voo, sofrendo explosões populacionais e movimentos em massa. Nos Estados Unidos ela foi observada, pela primeira vez, em junho de 1916, com a região do condado de Dallas sendo o seu registro mais setentrional, em abril de 1941. Na Costa Rica e no Panamá, os primeiros movimentos podem começar em julho e no início de agosto e, dependendo do ano, podem ser muito maciços, continuando sem interrupção por tanto tempo quanto cinco meses. Em Costa Rica a migração surpreende, sem um período fixo de ocorrência e com um alcance e direção variáveis, que pode ser de Honduras à Colômbia, de Costa Rica para a Nicarágua ou, por vezes, mais localmente, a partir da costa do Pacífico ao Caribe. Nas ilhas Cayman ela é uma visitante ocasional, não estabelecida. Os machos se agregam com espécies de borboletas, em praias arenosas de rios. Às vezes, grupos de mariposas Urania se reúnem normalmente, aquecendo as suas asas abertas e sobrepostas às dos seus vizinhos.